# 강미현
강미현(?~)은 대한민국의 수학자이다. 조합론에 대해서 연구하며,  그라츠 공과대학교의 교수로 재직 중이다.